# Schaper
Schaper ist ein deutscher Familienname.

## Namensträger
- Alfred Schaper (1863–1905), deutscher Anatom
- Alwin Schaper (1898–1979), deutscher Journalist und Politiker (CDU)
- Anna Schaper (1867–1933), deutsche Politikerin (DNVP)
- August Schaper (Schauspieler) (um 1831–1874), deutscher Theaterschauspieler
- August Schaper (Orgelbauer) (1840–1920), deutscher Orgelbauer
- Carl Heinrich von Schaper (1816–1885), deutscher Rittergutsbesitzer und Politiker, MdR
- Christa Schaper (1903–1991), deutsche Sängerin, Autorin und Heimatkundlerin
- Eduard von Schaper (1792–1868), deutscher Beamter
- Edzard Schaper (1908–1984), deutscher Schriftsteller und Übersetzer
- Franz Ernst Christian Schaper (1807–1852), deutscher Jurist und Politiker
- Friedrich Schaper (Hugo Wilhelm Friedrich Schaper, 1841–1919), deutscher Bildhauer, siehe Fritz Schaper (Bildhauer)
- Friedrich Schaper (Maler) (1869–1956), deutscher Maler und Grafiker
- Fritz Schaper (Bildhauer) (Hugo Wilhelm Friedrich Schaper; 1841–1919), deutscher Bildhauer und Medailleur
- Fritz Schaper (Politiker) (1890–1966), deutscher Politiker und antifaschistischer Widerstandskämpfer
- Gottwalt Schaper (1873–1942), deutscher Bauingenieur
- Heije Schaper (1906–1996), niederländischer Generalleutnant und Politiker
- Heinrich Schaper (Orgelbauer) (1802–1884), deutscher Orgelbauer
- Heinrich Schaper (Genossenschafter) (1852–1927), deutscher Schuhmacher und Wohnungsbaugenossenschafter
- Heinrich Johann von Schaper (1782–1846), preußischer Generalleutnant
- Heinz-Hermann Schaper (1942–2018), deutscher Ortsamtsleiter und Politiker (SPD)
- Hendrik Schaper (* 1951), deutscher Keyboarder
- Henry Schaper (1875–1937), deutscher Politiker (DDP)
- Hermann Schaper (Mediziner) (1840–1905), deutscher Generalarzt
- Hermann Schaper (Maler) (1853–1911), deutscher Maler und Innenarchitekt
- Hermann Schaper (SS-Mitglied) (1911–??), deutscher SS-Hauptsturmführer
- Joachim Schaper (* 1965), deutscher Theologe
- Johann Schaper (Maler) (1621–1670), deutscher Maler
- Johann Ernst Schaper (1668–1721), deutscher Mediziner und Politiker
- Johann Samuel Schaper (* um 1650; † 1705), Generalsuperintendent der Niederlausitz
- Josef Schaper (1901–1984), deutscher Schauspieler
- Julius Schaper (1829–1893), deutscher Richter
- Karl Schaper (Theologe) (1910–1965), deutscher Theologe
- Karl Schaper (Maler) (1920–2008), deutscher Maler, Bildhauer, Grafiker und Konzeptkünstler
- Karl Schaper (Schauspieler) (* 1992), deutscher Schauspieler
- Karl Julius Heinrich Schaper (1828–1886), deutscher Pädagoge
- Klaus Schaper (* 1947), deutscher Sozialwissenschaftler
- Klaus Schaper (Grenzopfer) (1948–1966), deutsches Todesopfer an der innerdeutschen Grenze
- Magdalene Schaper (1920–2007), deutsche Sprachwissenschaftlerin und Germanistin, siehe Magdalene Siebenbrodt
- Niclas Schaper (* 1961), deutscher Arbeits- und Organisationspsychologe und Hochschullehrer
- Petra Schaper Rinkel (* 1966), deutsche Politikwissenschaftlerin und Innovationsforscherin
- Rainer Schaper (1950–2001), deutscher Filmarchitekt, Szenenbildner, Ausstatter und Filmproduzent
- Rudolf Schaper (Intendant) (1868–1940), deutscher Theaterintendant
- Rudolf Schaper (Jurist) (1881–1945), deutscher Jurist und Politiker (NSDAP), MdR
- Rüdiger Schaper (* 1959), deutscher Autor und Journalist
- Susanne Schaper (* 1978), deutsche Politikerin und Landtagsabgeordnete
- Torben Schaper (* 2002), deutscher Leichtathlet
- Uwe Schaper (* 1958), deutscher Archivar
- Wilhelm Schaper (1855–1926), deutscher Pädagoge und Naturforscher
- Wolfgang Schaper (Maler) (1895–1930), deutscher Maler und Bildhauer
- Wolfgang Schaper (* 1934), deutscher Kardiologe